# Soet Pegu
Soet Pegu, född 1615, död 1658, var en thailändsk affärsidkare. Hon innehade en de facto monopol på handeln mellan kungariket Ayutthaya i nuvarande Thailand och Nederländerna vid mitten av 1600-talet. 
Soet Pegu var enligt uppgift av Mon-härkomst. Hennes maktställning berodde på att Sydostasien under denna tid i stort saknade större köpmän, och att endast de kungliga hoven bedrev storskalig internationell handel via utländska köpmän från Kina och Västerlandet. De lokala köpmännen sysslade endast med mindre lokalhandel, men kom att agera mellanhänder mellan de inhemska hoven och de utländska handlarna. Eftersom det i Sydostasien enligt många utländska observatörer var kvinnorna som skötte handeln, kom dessa att få stor betydelse när handeln utvecklades under denna epok och det blev vanligt att utländska manliga handlare ingick tillfälliga äktenskap med inhemska kvinnliga handlare för att få tillgång till deras kontakter. Soet Pegu kom att bli en viktig representant för dessa kvinnliga mellanhänder. Hon var i tur och ordning gift med varje handelsagent eller faktor som Nederländerna utsåg till det thailändska hovet, och agerade som mellanhand mellan hovet och Nederländernas representant. Hon kom som sådan att få en viktig maktställning både som diplomat och handelsagent och fick i praktiken en monopolställning på handeln mellan Nederländerna och Thailand under 1640-talet. 